# Logan (Nuovo Messico)
Logan è un villaggio degli Stati Uniti d'America, situato nello stato del Nuovo Messico, nella contea di Quay.